# James M. Roe
| 14217 Oaxaca     | 10 novembre 1999 |
| 15115 Yvonneroe  | 29 febbraio 2000 |
| 15964 Billgray   | 19 febbraio 1998 |
| 15965 Robertcox  | 23 febbraio 1998 |
| 16191 Rubyroe    | 10 gennaio 2000  |
| 17823 Bartels    | 1º aprile 1998   |
| 18024 Dobson     | 20 maggio 1999   |
| 18876 Sooner     | 2 dicembre 1999  |
| 24173 SLAS       | 3 dicembre 1999  |
| 25331 Berrevoets | 20 maggio 1999   |
| 56280 Asemo      | 22 maggio 1999   |
| 66843 Pulido     | 1º novembre 1999 |
| 80451 Alwoods    | 1º gennaio 2000  |

James M. Roe (1943) è un astronomo statunitense.

## Biografia
Il Minor Planet Center gli accredita la scoperta di novantotto asteroidi, effettuate tra il 1998 e il 2002 dal proprio osservatorio costruito ad Oaxaca in Messico.
Rientrato negli Stati Uniti, ha fondato nel 2004 l'Alliance for Astronomy per la divulgazione dell'astronomia.